# Luftschutzbunker (Broich)

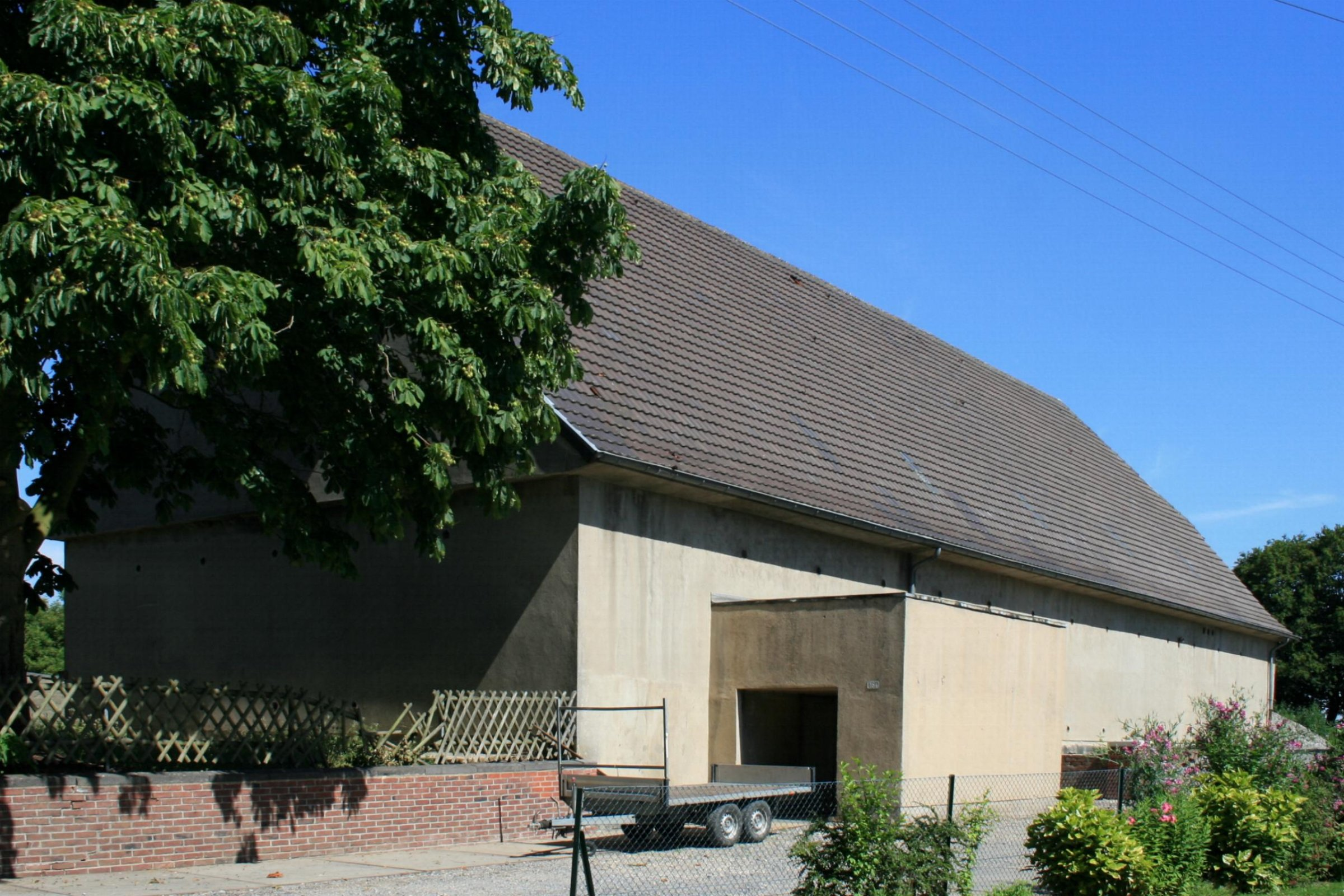
Luftschutzbunker (2010)

Der Luftschutzbunker Broich steht im Stadtteil Broich in Mönchengladbach (Nordrhein-Westfalen), Broicher Straße 164.
Der Bunker wurde 1941 erbaut. Er ist unter Nr. B 171 am 16. März 2009 in die Denkmalliste der Stadt Mönchengladbach eingetragen worden.

## Architektur
Der Luftschutzbunker liegt in Rheindahlen-Broich an der Broicher Straße in einem zur Erbauungszeit ländlich geprägten Umfeld. Bei dem Luftschutzbunker handelt es sich um ein zweigeschossiges, über der Erde liegendes Gebäude aus Stahlbeton. Errichtet über rechteckigem Grundriss, hat er die Abmessungen 16,55 × 13,95 Meter.
Über der oberen Bunkerdecke, die eine Stärke von 1,50 Meter aufweist, ist ein steiles Krüppelwalmdach aufgesetzt. Hierfür wurden spitzbogenförmige, aus Bimssteinen gemauerte Gurtbögen ausgeführt, auf die Bimsdielen aufgelegt wurden. Darauf liegt die erneuerte Ziegeleindeckung.
Die Wandstärke der nur grob geschalten Außenwände beträgt 2,00 Meter und sollte nach dem ursprünglichen Entwurf des Jahres 1941 aus Gründen der Tarnung mit Ziegelmauerwerk im Erd- und Obergeschoss und Fachwerk in den Fassadenflächen des Dachgeschosses verblendet werden. Dies kam jedoch nicht mehr zur Ausführung. Die innere Grundrissaufteilung hat sich bis auf kleinere nachträgliche Veränderungen aus der Nachkriegszeit erhalten.
Über je ein an der Längsseite liegendes geschütztes Eingangsbauwerk wird der geringfügig in das Gelände eingetiefte Bunker über eine wenige Stufen umfassende Treppenanlage im Erdgeschoss erschlossen. Von der durch eine Schleusenanlage geschützten Eingangszone sind die über zwei Längsflure angebundenen Zellen erreichbar und über eine benachbarte Treppenanlage das Obergeschoss. Getrennte Toiletten und Waschräume sowie im Erdgeschoss die Heizungsanlage und die Lüftungsanlage blieben erhalten. An der westlichen Längsseite ist der Heizungskamin vor die Fassade gesetzt.